# Шахта «Крепінська»
ДВАТ "Шахта «Крепінська». Входить до ДХК «Антрацит». Розташоване у смт Кріпенський, Антрацитівська міськрада, Луганської області.
Фактичний видобуток 1130/536 т/добу (1990/1999). У 2003 р. видобуто 106 тис.т. вугілля.
Максимальна глибина 1100 м (1990—1999). Протяжність підземних виробок 47,7/40,2 км (1990/1999). У 1990—1999 розробляла пласти h7, h8 потужністю 1,2-1,5 м, кут падіння 19-24о.
Кількість очисних вибоїв 4/3, підготовчих 9/5 (1990/1999).
Кількість працюючих: 1527/1010 чол., в тому числі підземних 1024/682 чол. (1990/1999).
Адреса: 94632, смт. Кріпенський, м. Антрацит, Луганської обл.